# Церковь Александра Невского (Вертелишки)
Церковь Святого Александра Невского (бел. Царква Святога Аляксандра Неўскага) — православный храм в агрогородке Вертелишки Гродненского района Гродненской области Беларуси. Расположена на западной окраине агрогородка, имеет бутовое ограждение. Памятник архитектуры стиля ампир. Церковь относится к Скидельскому благочинию Гродненской епархии Белорусской православной церкви. Входит в Государственный список историко-культурных ценностей Республики Беларусь.

## История
Построена в 1843—1854 годах из кирпича по проекту архитектора Якуба Мартиновича Фардона в бывшем владении помещицы Свечиной на месте обветшавшего деревянного храма. Освящена 12 сентября 1854 года. При церкви была открыта церковно-приходская школа, для которой в 1864 году построили каменное здание (сохранилось, в нём располагается столярный цех местного хозяйства).
В 1930-е годы предпринимались попытки разрушить церковь. Прихожане защитили храм, снесена была только колокольня. Однако её вскоре отстроили за собственный счёт.
В 2000-е годы проведён ремонт: стены окрашены снаружи и внутри, крыша покрыта оцинкованной жестью, реставрирован иконостас.

## Архитектура
Храм представляет собой прямоугольный в плане основной объём, накрытый двускатной крышей. Главный фасад оформлен шестиколонным портиком с треугольным фронтоном над ним. Стилевую целостность композиции нарушает воздвигнутая позднее над фасадом деревянная одноярусная четвериковая колокольня, завершённая восьмигранным шатром с луковичной главой. Плоскостные стены храма прорезаны прямоугольными оконными проёмами, декорированные профилированными наличниками и сандриками, акантованные профилированным карнизом и тягой. Алтарная стена прорезана по центру арочным оконным проёмом и боковым входом в ризницу, которые выделяют из пространства зала апсиду, отделённую деревянным иконостасом.
В интерьере есть иконы XIX века, одну из которых («Пророк Илья») подарили храму жители деревни Рыдели Илья и Наталья Главицкие в 1893 году. Возле церкви находится каменный памятник на месте захоронения в 1891 году священника Ивана Петровича Гашунина.